# Pseudotolna lineosa
Pseudotolna lineosa är en fjärilsart som beskrevs av François Louis Nompar de Caumont de Laporte 1973. Pseudotolna lineosa ingår i släktet Pseudotolna och familjen nattflyn. Inga underarter finns listade.